# 名前のない鳥
「名前のない鳥」（なまえのないとり）は、パスピエの楽曲で、同グループ2作目の配信限定シングル。
2013年1月9日にiTunes限定で配信開始。
2012年6月27日に発売されたミニアルバム「ONOMIMONO」から約半年ぶりの新曲リリース。
1stアルバム「演出家出演」に収録。
「iTunesニューアーティスト2013」配信曲。

## 収録アルバム
| 曲名         | 収録アルバム   | 発売日        | 備考                  |
| ------------ | -------------- | ------------- | --------------------- |
| 名前のない鳥 | 『演出家出演』 | 2013年6月12日 | 1stオリジナルアルバム |